# Laurent Dos Santos
Laurent Dos Santos (Montmorency, 21 marzo 1993) è un calciatore francese, di origine portoghese, centrocampista del Plérin.

## Carriera
Nella stagione 2013-2014 ha esordito in Ligue 1 con il Guingamp.

## Palmarès

### Club

#### Competizioni nazionali
- Coppa di Francia: 1

Guingamp: 2013-2014
- Ligue 2: 1

Strasburgo: 2016-2017